# Pierre Pican
Pierre Pican, né le 27 février 1935 à Saint-Nicolas-près-Granville dans la Manche et mort le 23 juillet 2018 dans le 12e arrondissement de Paris,, est un évêque catholique français, évêque de Bayeux et Lisieux de 1988 à 2010.

## Biographie

### Formation
Après des études universitaires à l'issue desquelles il obtient une maîtrise en lettres classiques, Pierre Pican entre chez les salésiens, sa formation religieuse le conduisant du noviciat de Dormans aux scolasticats d'Andrésy et de Fontanières à Lyon. Il fait profession religieuse chez les salésiens le 15 septembre 1955 et est ordonné prêtre le 24 avril 1966.

### Principaux ministères
Après avoir été aumônier de lycée à Caen pendant deux ans, Pierre Pican part en 1968 au Liban où il dirige une école franco-libanaise tout en étant vicaire dans une paroisse de Beyrouth et aumônier de lycée.
Rentré en France en 1971, il est responsable d'un lycée technique avant de devenir supérieur provincial des salésiens de Paris de 1975 à 1981.
Nommé évêque coadjuteur de Bayeux le 10 mars 1988, il est consacré le 17 avril 1988 en la cathédrale Notre-Dame de Bayeux et nommé évêque diocésain de Bayeux et Lisieux le 21 novembre 1988.
Au sein de la Conférence des évêques de France, il était membre de la Commission de la famille et du Comité permanent pour les affaires économiques; membre du Conseil pour les affaires économiques, sociales et juridiques.
De 1996 à 2010, il était évêque accompagnateur de la Fédération sportive et culturelle de France (FSCF).
Ayant atteint la limite d'âge, il se retire le 12 mars 2010. Au Saint-Siège, il était membre du Conseil pontifical pour les laïcs.
En 2015, il est chargé de mission auprès des prêtres aînés, au sein d’un groupe mandaté par le secrétariat général de la conférence des évêques de France.
Il meurt le 23 juillet 2018.

### Condamnation pénale dans une affaire de non-dénonciation de pédophilie
En décembre 1996, une mère dénonce l'abbé René Bissey pour des actes pédophiles. Ce dernier reconnaît les faits et est convoqué le mois suivant par son évêque, Pierre Pican, qui l'invite à entreprendre une thérapie. L'abbé Bissey conserve tout de même son affectation. À plusieurs reprises, Pican l'invite à aller se faire soigner. En septembre 1998, il se résout à muter l'abbé Bissey vers une paroisse en banlieue de Caen. Outré par l’insuffisance de ce geste, un jeune homme de 24 ans dénonce au commissariat de police de Caen les actes de pédophilie répétés qu’il a subis de la part du prêtre à partir de l’âge de 12 ans. L'abbé Bissey reconnaît les charges lors de sa garde à vue. En octobre 2000, il est condamné à dix-huit ans de réclusion par la cour d’assises du Calvados. Lors de ce procès, Pierre Pican est cité comme témoin. Il était à ce moment-là déjà mis en examen depuis dix mois pour non-dénonciation de crimes, après les plaintes de quatre familles de victimes estimant que en tant que supérieur hiérarchique, l’évêque connaissait les agissements du prêtre pédophile et n’avait pas cherché à les faire cesser. Pican invoque le secret des échanges entre le père René Bissey et lui. C’était la première fois qu’un évêque avait à répondre de ses actes devant la justice depuis 1841.
En septembre 2001, il est condamné à trois mois de prison avec sursis pour non-dénonciation de crimes pédophiles dans son diocèse. C'est une première en Europe. C'est aussi la première fois qu'un évêque se retrouve condamné par la justice française depuis la Révolution. Bien que contestant le bien-fondé de sa condamnation, Pierre Pican renonce à faire appel « dans une volonté d’apaisement » à l’égard des victimes. Cette condamnation rappela à l’épiscopat français que, lorsqu'un membre de l’Église a trahi la confiance d’un enfant et de ses parents, il incombe à la hiérarchie de prendre des mesures efficaces pour prévenir la récidive.
Dans la foulée de cette condamnation, Castrillon Hoyos, alors préfet de la Congrégation pour le clergé, félicite, par courrier, Pierre Pican, alors évêque de Bayeux-Lisieux, de n'avoir pas dénoncé l’abbé Bissey aux autorités pour ses abus sexuels. Hoyos écrit : « Vous avez bien agi et je me réjouis d'avoir un confrère dans l'épiscopat qui, aux yeux de l'histoire et de tous les autres évêques du monde, aura préféré la prison plutôt que de dénoncer son fils-prêtre. ».
Interrogé en 2010 sur sa condamnation, il ne fait part d'aucun regret.